# CSKA Moskva OK
Vidi članak CSKA Moskva za informacije o sportskom društvu CSKA
CSKA Moskva je najuspješniji europski odbojkaški klub.

## Uspjesi
Rusko prvenstvo:
- Prvak: 1994., 1995., 1996.
- Doprvak: 1993.
- Trećeplasirani: 1997., 1998.

Sovjetsko prvenstvo:
- Prvak: 1949., 1950., 1953., 1954., 1955., 1958., 1960., 1961., 1962., 1965., 1966., 1970., 1971., 1972., 1973., 1974., 1975., 1976., 1977., 1978., 1979., 1980., 1981., 1982., 1983., 1985., 1986., 1987., 1988., 1989., 1990., 1991.
- Doprvak: 1957.
- Trećeplasirani: 1947., 1948., 1984.

Pobjednik ruskog kupa:
- 1994.

Pobjednik sovjetskog kupa:
- 1980., 1984., 1985.

Liga prvaka:
- Pobjednik: 1960., 1962., 1973., 1974., 1975., 1977., 1982., 1983., 1986., 1987., 1988., 1989., 1991.
- Finalist: 1961., 1963., 1981.

Europski superkup:
- Pobjednik: 1987., 1988., 1991.